# سوادينيات
السوادينيات (الاسم العلمي: Ustilaginomycotina) هي شعيبة من الفطريات تتبع شعبة الدعاميات.

## طوائف
تضم شعيبة السوادينيات طائفتان من الفطريات هما:
- شعيبة السوادينيات
  - طائفة السوادانية
  - طائفة الزملولانية